# EgyptSat 2
EgyptSat 2 (MisrSat 2) war ein Erdbeobachtungssatellit der Nationalen Behörde für Fernerkundung und Weltraumwissenschaften Ägyptens.

## Aufbau
Der dreiachsenstabilisierte Satellit ist mit CCD-Kameras für sichtbares und infrarotes Licht ausgerüstet die im Entwicklungsbüro Peleng (OAO Peleng) und dem nationalen Zentrum für Informationstechnik- und Quellen (NIRUP) in Minsk entwickelt wurden. Diese haben eine Schwadbreite von 1.400 Kilometern und eine errechnete Auflösung von vier Metern bei Farbbildern und einem Meter bei monochromatischen Bildern. Die gewonnenen Aufnahmen sollen zur Kartographierung Ägyptens, der Erfassung von Umweltdaten und bei der Katastrophenvorsorge und -bewältigung dienen. Die Energieversorgung übernehmen drei ausklappbare und jedoch nicht der Sonne nachführbare Solarzellenausleger, die zusammen bis zu 3.000 Watt elektrischer Leistung liefern können. Die Speicherung der elektrischen Energie übernehmen Nickel-Metallhydrid-Akkumulatoren. Die Stabilisierung erfolgt mit Hilfe von Sternsensoren und Reaktionsrädern. Zur Bildübertragung wird eine X-Band-Kommunikation mit Datenraten zwischen 300 und 600 Mbit/s verwendet. Die Bodenstationen stehen in der Nähe von Kairo und Assuan im Süden Ägyptens. Telemetriedaten werden über eine S-Band-Kommunikation übermittelt. EgyptSat 2 wurde auf Basis einer 559GK genannten Ableitung des Jamal-100-Satellitenbus der RKK Energija gebaut und besaß an sich eine geplante Lebensdauer von 11 Jahren.

## Missionsverlauf
Der Satellit wurde am 16. April 2014 um 16:20 UTC mit einer Sojus-U-Trägerrakete vom Raketenstartplatz Baikonur in eine erdnahe elliptische Übergangsbahn (Apogäum 720 km, Perigäum 440 km, Bahnneigung 51,6°) gebracht. Aus dieser erreichte der Satellit mit Hilfe eigener elektrischer Triebwerke seinen Einsatzorbit in 700 km Höhe.
Im Januar 2015 wurde der Betrieb des Satelliten von RKK Energija an NARSS übergeben. Ab April 2015 reagierte Egyptsat 2 jedoch nicht mehr auf Kommandos von der Erde. Am 28. Juli 2016 kündigte Energija an, dass unter der Bezeichnung Egyptsat A ein verbesserter Satellit in Planung sei. Dessen Start erfolgte am 21. Februar 2019.